# Coupe de France de rugby à XIII 2015-2016
Navigation
Édition précédente Édition suivante
La Coupe de France de rugby à XIII 2015-2016 est la 78e édition de la Coupe de France, compétition à élimination directe mettant aux prises des clubs de rugby à XIII amateurs et professionnels affiliés à la Fédération française de rugby à XIII.
La finale se tient au stade Albert Domec le dimanche 16 avril 2016.

## 1ertour(19 - 20 décembre 2015)
Légende : (1) Elite 1, (2) Elite 2 , (3) DN.
|  | Villegailhenc-Aragon (2) | 22-26 | (2) Lyon-Villeurbanne |  |
|  |                          |       |                       |  |
|  |                          |       |                       |  |

|  | Carpentras (2) | 30 - 0 | (2) La Réole |  |
|  |                |        |              |  |
|  |                |        |              |  |

|  | Sporting Treiziste Toulonnais (3) | 24 - 26 | (3) Ferrals |  |
|  |                                   |         |             |  |
|  |                                   |         |             |  |

|  | Saint-Gaudens (2) | 14 - 34 | (2) Lescure |  |
|  |                   |         |             |  |
|  |                   |         |             |  |

|  | Saint-Laurent XIII (3) | 31 - 30 | (2) Montpellier |  |
|  |                        |         |                 |  |
|  |                        |         |                 |  |

|  | Tonneins (3) | 18 - 36 | (2) Villefranche |  |
|  |              |         |                  |  |
|  |              |         |                  |  |

## Huitième de finale (23 - 24 janvier 2016)
|  | Carpentras (2) | 28 - 14 | (2) Villefranche |  |
|  |                |         |                  |  |
|  |                |         |                  |  |

|  | Lyon-Villeurbanne (2) | 12 - 28 | (1) Villeneuve-sur-Lot |  |
|  |                       |         |                        |  |
|  |                       |         |                        |  |

|  | Lescure (2) | 24 - 28 | (1) Lézignan |  |
|  |             |         |              |  |
|  |             |         |              |  |

|  | Saint-Estève XIII catalan (1) | 86 - 6 | (1) Toulouse Broncos |  |
|  |                               |        |                      |  |
|  |                               |        |                      |  |

|  | Limoux (1) | 38 - 24 | (1) Avignon |  |
|  |            |         |             |  |
|  |            |         |             |  |

|  | Ferrals (3) | 54 - 0 | (3) Saint-Laurent XIII |  |
|  |             |        |                        |  |
|  |             |        |                        |  |

|  | Baho (2) | 12 - 46 | (1) Carcassonne |  |
|  |          |         |                 |  |
|  |          |         |                 |  |

|  | Albi (1) | 66 - 6 | (1) Palau-del-Vidre |  |
|  |          |        |                     |  |
|  |          |        |                     |  |

## Quart de finale (19 - 20 février 2016)
|  | Lézignan (1) | 34 - 26 | (1) Carcassonne |  |
|  |              |         |                 |  |
|  |              |         |                 |  |

|  | Carpentras (2) | 4 - 66 | (1) Saint-Estève XIII catalan |  |
|  |                |        |                               |  |
|  |                |        |                               |  |

|  | Limoux (1) | 66 - 28 | (1) Villeneuve-sur-Lot |  |
|  |            |         |                        |  |
|  |            |         |                        |  |

|  | Ferrals (3) | 10 - 56 | (1) Albi |  |
|  |             |         |          |  |
|  |             |         |          |  |

## Demi-finales (sur terrain neutre) (20 mars 2016 )
|  | Limoux (1) | 42 – 22 | (1) Lézignan | Carcassonne |
|  |            |         |              | Carcassonne |
|  |            |         |              | Carcassonne |

|  | Saint-Estève XIII catalan (1) | 48 - 16 | (1) Albi | Toulouse |
|  |                               |         |          | Toulouse |
|  |                               |         |          | Toulouse |

## Finale (16 avril 2016)
(mt :  10 - 12 )
Homme du match : 
Points marqués :
- Saint-Estève XIII Catalan: 5 essais de P. Nègre (18e, 45e), Djalout (38e), Maria (56e), Ambert (58e), 5 transformations de Marginet (18e, 38e, 45e, 56e, 58e), 1 pénalité de Marginet (63e),  1 drop de Marginet (70e)
- Limoux: 3 essais de Rouch (10e), Albérola (30e), Mayans (76e), 2 transformations de Murcia (10e, 76e)

Évolution du score : 
Arbitre : Mohamed Drizza
Spectateurs : 4 247
- Saint-Estève XIII Catalan: Morgan Escaré - Fouad Yaha, Joseph Nègre, Thomas Ambert, Jordan Sigismeau - Stanislas Robin, Rémi Marginet- Thibault Margalet, Ugo Perez, Pierre Nègre, Jordan Rieux, Joan Guasch, Antoni Maria - Alexis Meresta-Doucet, Romain Navarrete, Nabil Djalout, Hadrien Domergue
- Limoux: Amine Miloudi - Maxime Péault, Mathieu Mayans, Patrick Mataele, Alexandre Bourrel - Alexis Alberola, Mickaël Murcia (c) - Mickaël Rouch, Paul Ivan, Dominguez, Sébastien Martins, Sylvain Teixido, Paul Barbaza - Sione Masima, Tristan Béteille, Quentin Garrouste,  Florian Bousquet

C'est la première fois de leur histoire que les deux équipes s'affrontent à ce stade de la compétition. Saint-Estève XIII catalan (réserve des Dragons Catalans) dispute sa deuxième finale consécutivement après celle perdue en 2015 contre le FC Lézignan (25-27) et a remporté sa dernière Coupe de France en 2005. Limoux n'était plus parvenu en finale depuis 2013 et une défaite contre Avignon 37-38 et a remporté sa dernière Coupe de France en 2008. La rencontre se dispute au stade Albert Domec de Carcassonne comme c'est le cas depuis 2013. Lors de deux rencontres opposant les deux équipes en Championnat, Saint-Estève XIII catalan s'était imposé 30-20 à domicile et avait tenu en échec Limoux sur leur terrain 36-36.